# Kirkiaceae
Classification APG III (2009)
Famille
La petite famille des Kirkiacées regroupe des plantes dicotylédones ; elle comprend huit espèces du genres Kirkia et Pleiokirkia.
Ce sont des arbres à feuilles alternes, composées, imparipennées, des régions subtropicales à tropicales, originaires d'Afrique tropicale et australe.

## Étymologie
Le nom vient du genre type Kirkia, nommé en l'honneur du médecin, naturaliste et explorateur britannique John Kirk (1832–1922). Il accompagna l'explorateur David Livingstone lors de l'expédition au Zambèze, et contribua à mettre fin à l’esclavage en Afrique de l'Est.

## Classification
Cette famille n'existe pas en classification classique de Cronquist (1981) : le genre Kirkia était alors situé dans les Simaroubacées.

## Liste des genres
Selon NCBI (22 juin 2010) et DELTA Angio (22 juin 2010) :
- genre Kirkia

Selon [réf. nécessaire] :
- genre Kirkia
- genre Pleiokirkia

## Liste des espèces
Selon NCBI (22 juin 2010) :
- genre Kirkia
  - Kirkia wilmsii